# Boundary scan
Boundary scan és un mètode de verificació de les interconnexions en els circuits impresos (PCB) o en els sub-blocs dels circuits integrats. El Boundary scan s'empra també com a mètode d'anàlisi, depuració i programació d'aquests circuits integrats. L'organització JTAG va desenvolupar una especificació per Boundary scan que va ser estandarditzada el 1990 com a IEEE 1149.1-1990. Actualment el Boundary scan és sinònim de JTAG.

## Arquitectura
- Per a proveir la funcionalitat els fabricants d'IC han d'afegir-hi una lògica addicional.

Fig.1 Esquema elèctric del connector JTAG.

- Fig.1 Esquema elèctric del connector JTAG.L'accés exterior és a partir d'un port anomenat JTAG TAP (Test access Port) comprès de quatre o més senyals : 
  - TDI (test data in) : entrada sèrie per a bits de dades i instruccions.
  - TDO (test dada out) : sortida sèrie per a bits de dades i instruccions.
  - TCK (test clock) : senyal de rellotge per a sincronitzar els bits.
  - TMS (test mode select) : senyal de selecció dels diferents estats del controlador TAP.
  - TRST (test reset) : opcional. Senyal d'inicialització del controlador TAP.

- Es defineix un llenguatge de descripció de boundary scan BSDL (Boundary scan description language) per a accedir als diferents registres i funcionalitats.

Fig.2 Esquema dels registres que formen part de la norma Boundary scan